# ターミナル (macOS)
ターミナル (Terminal) は、AppleのmacOSに標準で付属しているUNIX端末エミュレータ。
直接入力したUNIXコマンドを実行する他、UNIXコマンドの実行を自動化するTermファイルを作成、実行することも可能である。

## 動作
ターミナルを起動すると、UNIXとしてのmacOSの標準CLIシェルが起動し、UNIXコマンドを打ち込むことができる。もちろん、UNIX用のアプリケーションをインストールして、実行することもできる（ただし、UNIX用のアプリケーションをインストールするためには、MacPortsやXcodeといった開発環境のインストールが必要となる）。当初標準シェルはtcshだったが、その後Panther(10.3)でbash、Catalina(10.15)でzshに変更された。

## AppleScriptからの呼び出し方法
AppleScriptから、ターミナルを使いUNIXコマンドを実行することも可能である。
使用例:
```
tell application "Terminal"
	activate
	do script with command "（実行したいコマンド）"
end tell

```

## Mac専用コマンド
ターミナルではGUI操作もCLIで使用できるように一部専用コマンドがある。また、普段は設定できない隠しコマンドも存在する。
openコマンド
openコマンドは、Finder上でダブルクリックをした時と同様に関連付けられたアプリによってファイルを開くことができる。
例:既存のテキストファイルを開く
```
open hoge.txt

```

このように打ち込むと標準のテキストエディタによってhoge.txtというファイルが開かれる。
また-aオプションをつけることによって特定のアプリによって開くこともできる。
例:テキストエディットでファイルを開く
```
open -a /Applications/TextEdit.app hoge.txt

```

sudoと併用することにより、アクセス権が無いファイルを開く事も可能である。
sayコマンド
sayコマンドは、ユニバーサルアクセス用に使用されるコマンドで、入力された引数の文字を読み上げる。（日本語にも対応）
例:Wikipediaと言わせる。
```
say Wikipedia

```